# ميل فيليبس
ميل فيليبس (بالإنجليزية: Mel Phillips)‏ هو لاعب كرة قدم أمريكية أمريكي، ولد في 6 يناير 1942 في شيلبي في الولايات المتحدة.

## وصلات خارجية
- ميل فيليبس على موقع مرجع كرة القدم المحترفة.كوم (الإنجليزية)